# وانچا واس
وانچا واس (اسلوونیایی: Vanča Vas) یک زیستگاه انسانی در اسلوونی است که در Prekmurje واقع شده‌است.

## خصوصیات
وانچا واس ۶٫۹۹ کیلومترمربع مساحت و ۵۰۹ نفر جمعیت دارد و ۱۹۵٫۹ متر بالاتر از سطح دریا واقع شده‌است.